# Liste des ordres, décorations et médailles du Danemark
 (septembre 2023).
La mise en forme du texte ne suit pas les recommandations de Wikipédia : il faut le « wikifier ».
Les points d'amélioration suivants sont les cas les plus fréquents. Le détail des points à revoir est peut-être précisé sur la page de discussion.
- Les titres sont pré-formatés par le logiciel. Ils ne sont ni en capitales, ni en gras.
- Le texte ne doit pas être écrit en capitales (les noms de famille non plus), ni en gras, ni en italique, ni en « petit »…
- Le gras n'est utilisé que pour surligner le titre de l'article dans l'introduction, une seule fois.
- L'italique est rarement utilisé : mots en langue étrangère, titres d'œuvres, noms de bateaux, etc.
- Les citations ne sont pas en italique mais en corps de texte normal. Elles sont entourées par des guillemets français : « et ».
- Les listes à puces sont à éviter, des paragraphes rédigés étant largement préférés. Les tableaux sont à réserver à la présentation de données structurées (résultats, etc.).
- Les appels de note de bas de page (petits chiffres en exposant, introduits par l'outil «  Source ») sont à placer entre la fin de phrase et le point final[comme ça].
- Les liens internes (vers d'autres articles de Wikipédia) sont à choisir avec parcimonie. Créez des liens vers des articles approfondissant le sujet. Les termes génériques sans rapport avec le sujet sont à éviter, ainsi que les répétitions de liens vers un même terme.
- Les liens externes sont à placer uniquement dans une section « Liens externes », à la fin de l'article. Ces liens sont à choisir avec parcimonie suivant les règles définies. Si un lien sert de source à l'article, son insertion dans le texte est à faire par les notes de bas de page.
- La présentation des références doit suivre les conventions bibliographiques. Il est recommandé d'utiliser les modèles {{Ouvrage}}, {{Chapitre}}, {{Article}}, {{Lien web}} et/ou {{Bibliographie}}. Le mode d'édition visuel peut mettre en forme automatiquement les références.
- Insérer une infobox (cadre d'informations à droite) n'est pas obligatoire pour parachever la mise en page.

Pour une aide détaillée, merci de consulter Aide:Wikification.
Si vous pensez que ces points ont été résolus, vous pouvez retirer ce bandeau et améliorer la mise en forme d'un autre article.
Le système de médailles du Danemark, et en particulier les réglementations définissant qui est autorisé à porter quelles médailles, est très varié. Le système d’honneur a été créé petit à petit depuis le XVIe siècle. Ce système comprend les ordres et médailles royales, les médailles officielles/gouvernementales et certaines médailles privées approuvées par le monarque.

Armoiries du Danemark

## Ordres chevalier

### Ordre de l'éléphant
| Ruban | Nom ( Français / Danois )     | Abréviation post-nominale | Date de création                              | Critères d'attribution                                                           |
|       | Ordre de l'éléphant Éléphants | R.E                       | Début du XVIe siècle Statuts modifiés en 1958 | Décerné uniquement aux membres de la famille royale et aux grands chefs d'État,. |

### Ordre de Dannebrog
| Ruban | Nom ( Français / Danois )                                            | Abréviation post-nominale | Date de création Date d'approbation | Critères d'attribution |
|       | Grand Commandant                                                     | S.Kmd                     | 1671                                | Décerné à 6 membres de la famille royale danoise ou à des membres de la famille royale ayant un lien étroit avec la famille. |
|       | Grand-Croix                                                          | Sask.                     | 1671                                | Décerné aux amiraux, généraux, juges de la Cour suprême, ambassadeurs et similaires danois en récompense d'un service très méritoire et décerné aux ambassadeurs étrangers après 3 ans de service si leur pays donne des ordres à des diplomates étrangers.                 |
|       | Commandant du 1er Degré                                              | K1                        | 1671                                | Décerné aux amiraux, généraux, juges de la Cour suprême, ambassadeurs et autres dirigeants gouvernementaux danois comme décoration de retraite et décerné aux chargés d'affaires étrangers après 3 ans de service si leur pays donne des ordres à des diplomates étrangers. |
|       | Commandant                                                           | K                         | 1671                                | |
|       | Chevalier 1er Degré                                                  | R1                        | 1671                                | |
|       | Chevalier                                                            | R.                        | 1671                                | |
|       | Croix d'honneur de l'Ordre du Dannebrog Dannebrogordenens Hæderstegn | D.Ht                      | 1808                                | Décerné aux membres danois de l'Ordre de Dannebrog qui se sont rendus dignes d'une décoration supplémentaire pour leurs mérites en matière de sauvetage (Danish),. |

## Médailles

### Médailles civiles
| Ruban | Nom (Français/Danois)                                                                                                | Abréviation post-nominale | Date de création Date d'approbation | Critères d'attribution |
|       | Médaille du mérite en or avec couronne Fortjenstmedaljen i Guld med Krone                                            | F.M.1*                    | 16 mai 1792                         | Cette médaille n'a pas de statut officiel et peut être décernée par le monarque régnant s'il le juge opportun. |
|       | Médaille du mérite en or Fortjenstmedaljen i Guld                                                                    | F.M.1                     | 16 mai 1792                         | Cette médaille n'a pas de statut officiel et peut être décernée par le monarque régnant s'il le juge opportun. |
|       | Médaille du Mérite en Argent avec fermoir Fortjenstmedaljen i Sølv med spænde                                        | F.M.2.M.SPÆNDE            | 16 mai 1792                         | Cette médaille n'a pas de statut officiel et peut être décernée par le monarque régnant s'il le juge opportun. |
|       | Médaille du mérite en argent Fortjenstmedaljen i Sølv                                                                | F.M.2                     | 16 mai 1792                         | Cette médaille n'a pas de statut officiel et peut être décernée par le monarque régnant s'il le juge opportun. |
|       | Ingenio et Arti | M.i.&a.                   | 31 août 1841                        | Décerné aux artistes (musiciens, peintres, comédiens et scientifiques) ayant réalisé un travail extrêmement remarquable. |
|       | Médaille royale de récompense en or avec couronne Den Kongelige Belønningsmedalje i Guld med Krone                   | B.M.1*                    | 4 septembre 1865                    | Cette médaille n'a pas de statut officiel et peut être décernée par le monarque régnant s'il le juge opportun. |
|       | Médaille royale de récompense en or Den Kongelige Belønningsmedalje i Guld                                           | B.M.1                     | 4 septembre 1865                    | Cette médaille n'a pas de statut officiel et peut être décernée par le monarque régnant s'il le juge opportun. |
|       | Médaille Royale de Récompense en Argent avec Couronne Den Kongelige Belønningsmedalje i Sølv med Krone               | B.M.2*                    | 4 septembre 1865                    | Cette médaille n'a pas de statut officiel et peut être décernée par le monarque régnant s'il le juge opportun. |
|       | Médaille royale de récompense en argent Den Kongelige Belønningsmedalje i Sølv                                       | B.M.2                     | 4 septembre 1865                    | Cette médaille n'a pas de statut officiel et peut être décernée par le monarque régnant s'il le juge opportun. |
|       | Médaille pour actions nobles Medaljen for Ædel Dåd                                                                   | M.f.æ.D.                  | 12 juin 1793                        | Décerné pour des actes de sauvetage, où le sauveteur a mis sa propre vie en grand risque afin de sauver la vie d'une autre personne.                                                                                                |
|       | Médaille du Ministre de la Justice Justitsministerens Medalje                                                        | Jm.M.                     | 12 avril 2019                       | Décerné aux Danois ainsi qu'aux étrangers qui ont fait un effort particulièrement intrépide et/ou reconnaissant. |
|       | Médaille du ministère de la Justice pour les morts en service Justitsministeriets Medalje for Omkommet i Tjeneste    | Jum.M.F.                  | 12 avril 2019                       | Décerné aux employés du ministère de la Justice décédés des suites d'une infraction pénale en relation avec le service. |
|       | Médaille du ministère de la Justice pour les blessés en service Justitsministeriets Medalje for Sårede i Tjeneste    | Jum.M.S.                  | 12 avril 2019                       | Décerné aux employés du ministère de la Justice qui ont été gravement blessés physiquement ou mentalement à la suite d'une infraction liée au service.                                                                              |
|       | Médaille du ministère de la Justice pour service international Justitsministeriets Medalje for International Indsats | Jum. M.I.T.               | 12 avril 2019                       | Décerné au personnel du ministère, y compris aux policiers, qui ont déployé des efforts internationaux méritants. |
|       | Médaille d'honneur de l'Office danois du tourisme Danmarks Turistråds Hæderstegn                                     | D.T.H.                    | 26 février 1963 8 mars 1963         | Décerné aux personnes qui ont déployé des efforts particuliers pour promouvoir le tourisme danois. Un maximum de 5 médailles peuvent être décernées chaque année, et seulement 2 d'entre elles peuvent être décernées à des Danois. |
|       | Médaille du mérite du Groenland Home-Rule Grønlands Hjemmestyres Fortjenstmedalje (Groenlandais: Nersonaat)          | Grøn.Hjst.M.              | 1 mai 1989                          | Décerné en or ou en argent pour service méritoire rendu au Groenland dans des domaines tels que la fonction publique, les affaires, l'art ou la science.                                                                            |

### Décorations pour service en uniforme
| Ruban | Nom (Français/Danois) | Abréviation post-nominale       | Date de création Date d'approbation                          | Critères d'attribution |
|       | Croix de vaillance Tapperhedskorset | Fsv.TK.                         | 14 novembre 2011                                             | La plus haute distinction pour bravoure, comparable à la Croix de Victoria ou à la Médaille d'honneur. |
|       | Médaille de la Défense pour bravoure Forsvarets Medalje for Tapperhed | Fsv.M.T.                        | 30 octobre 1995                                              | Décerné aux personnels militaires et civils de la défense qui, lors de combats ou d'attentats terroristes, ont accompli des actes héroïques. |
|       | Médaille de la Défense pour excellent service Forsvarets Medalje for Fremragende Tjeneste | Fsv.M.F.T.                      | 7 décembre 2009                                              | Décerné pour services extraordinaires rendus à la défense danoise. |
|       | Médaille de vol distinguée Medaljen for Udmærket Lufttjeneste | M.f.u.Lt.                       | 30 mai 1962                                                  | Décerné aux pilotes et membres d'équipage qui, sur une longue période, ont été un excellent modèle pour les autres, ou pour des opérations de sauvetage très exceptionnelles et dangereuses de personnes ou de matériel, effectuées sans prendre de risques inutiles. |
|       | Médaille de la Défense pour les morts en service Forsvarets medalje for Faldne i Tjeneste | Fsv.M.F.                        | 1 janvier 2010                                               | Décerné au personnel tué dans l'exercice de ses fonctions, à la suite d'« actes d'armes », y compris les mines utilisées au combat ou lors d'attaques terroristes. |
|       | Médaille de la Défense pour les blessés en service Forsvarets medalje for Sårede i Tjeneste | Fsv.M.S.                        | 1 janvier 2010                                               | Décerné au personnel blessé dans l'exercice de ses fonctions, à la suite d'« actes d'armes », y compris les mines utilisées au combat ou lors d'attaques terroristes. |
|       | Médaille d'ancienneté de la Marine Hæderstegn for God Tjeneste ved Søetaten | Ht.S.                           | 29 janvier 1801                                              | Décerné au personnel de la marine danoise pour 25 et 40 années de service consécutif sans escale. |
|       | Médaille d'ancienneté de l'armée Hæderstegn for God Tjeneste ved Hæren | Ht.H.                           | 26 septembre 1945                                            | Décerné au personnel de l'armée danoise pour 25 et 40 années de service consécutif sans escale. |
|       | Médaille d'ancienneté de l'Armée de l'Air Hæderstegn for God Tjeneste ved Flyvevåbnet | Ht.F.                           | 11 mars 1953                                                 | Décerné au personnel de l'armée de l'air danoise pour 25 et 40 années de service consécutif sans escale. |
|       | Médaille d'ancienneté des forces armées Hæderstegn for God Tjeneste | F.Ht.                           | 11 mars 1953                                                 | Décernée au personnel des forces armées danoises, qui n'est pas éligible aux médailles spécifiques à la branche, pour 25 et 40 années de service consécutif sans escale. |
|       | Médaille d'ancienneté de la Réserve Hæderstegn for God Tjeneste i Forsvarets Reserve | Ft.Fsv.R.                       | 16 mars 1978                                                 | Décerné au personnel de la réserve des forces armées danoises après 25 ans de service. |
|       | Médaille du Ministre de la Défense Forsvarsministerens Medalje | Fm.M.                           | 7 décembre 2009                                              | Décerné par le ministre de la Défense à qui bon lui semble. Décerné pour des actes méritoires hors combat, pour l'héroïsme en dehors du combat et pour le personnel tué au combat en dehors du combat. |
|       | Médaille du ministre de la Défense pour actes remarquables Forsvarsministerens Medalje for Særlig Indsats |                                 | 7 janvier 2022                                               | Décerné par le ministre de la Défense à qui bon lui semble. |
|       | Médaille de la Défense pour service méritoire Forsvarets Medalje for Fortjenstfuld Indsats | Fsv.M.3.                        | 27 novembre 1991 1 janvier 2010                              | Initialement décerné pour un déploiement méritoire en dehors du Danemark. Après 2010, décerné aux civils ou aux militaires qui ont rendu des services méritoires au meilleur de la défense danoise. |
|       | Médaille de la Défense pour service international, déploiement unique Forsvarets Medalje for International Tjeneste, Enkeltmandsudsendelse | Fsv.M.I.T.                      |                                                              | Décerné pour un déploiement international uniquement |
|       | Médaille de la Défense pour service international, Afghanistan Forsvarets Medalje for International Tjeneste, Afghanistan | Fsv.M.I.T.                      | 1 janvier 2010                                               | Décerné pour un déploiement international au sein des forces armées danoises en Afghanistan (ISAF ou similaire) |
|       | Médaille de la Défense pour service international, Kosovo Forsvarets Medalje for International Tjeneste, Kosovo | Fsv.M.I.T.                      | 1 janvier 2010                                               | Décerné pour un déploiement international avec les forces armées danoises au Kosovo (KFOR ou similaire) |
|       | Médaille de la Défense pour service international, Liban Forsvarets Medalje for International Tjeneste, Libanon | Fsv.M.I.T.                      | 1 janvier 2010                                               | Décerné pour un déploiement international avec les forces armées danoises au Liban (FINUL ou similaire) |
|       | Médaille de la Défense pour service international, Golfe d'Aden Forsvarets Medalje for International Tjeneste, Adenbugten | Fsv.M.I.T.                      |                                                              | Décerné pour un déploiement international au sein des forces armées danoises dans le golfe d'Aden (OOS) |
|       | Médaille de la Défense pour service international, Syrie Forsvarets Medalje for International Tjeneste, Middelhavet | Fsv.M.I.T.                      |                                                              | Décerné pour sa participation au retrait des armes chimiques de Syrie (RECSYR) |
|       | Médaille de la Défense pour service international 1948-2009 Forsvarets Medalje for International Tjeneste 1948-2009 | Fsv.M.I.T. 48-09.               | 2015                                                         | Décerné pour un déploiement international au sein des forces armées danoises à tout moment entre 1948 et 2009 |
|       | Médaille du mérite de la Garde nationale Hjemmeværnets Fortjensttegn | Hjv.Ft.                         | 11 février 1959                                              | Décerné au personnel qui a apporté une contribution spéciale à la Homeguard danoise, normalement décerné aux commandants de compagnie, aux politiciens et autres. |
|       | Décoration de service Homeguard 25 ans Hjemmeværnets 25 års-tegn Décoration de service Homeguard 40 ans Hjemmeværnets 40 års-tegn Décoration de service Homeguard 50 ans Hjemmeværnets 50 års-tegn Décoration de service Homeguard 60 ans Hjemmeværnets 60 års-tegn | Hjv.25. Hjv.40. Hjv.50. Hjv.60. | 25 novembre 1973 6 septembre 1988 12 avril 2000 12 juin 2009 | Décerné au personnel de la Homeguard danoise après 25, 40, 50 et 60 ans de service. |
|       | Médaille d'ancienneté de la défense civile Hæderstegnet for 25 års god tjeneste i Civilforsvaret | H.T.C.F                         | 25 avril 1963                                                | Décerné pour 25 années de service méritoire dans la Défense Civile |
|       | Insigne d'honneur de la Ligue de la Défense Civile Beredskabsforbundets Hæderstegn | B.F.Ht.                         | 9 novembre 1956                                              | Décerné pour un travail remarquable en faveur de la cause de la protection civile au Danemark, sur une période prolongée (15 ans). Normalement décerné aux dirigeants de la défense civile, aux chefs des pompiers, aux hommes politiques et à des personnes similaires. |
|       | Médaille de préparation au sauvetage Redningsberedskabets Medalje | R.B                             | 20 avril 1994                                                | Décerné pour sa participation à des opérations humanitaires internationales hors des frontières du Danemark |
|       | Médaille d'ancienneté des pompiers Hæderstegn for God Tjeneste i Brandvæsnet | Ht.g.T.B.                       | 5 décembre 1973                                              | Décerné pour 25 années de services méritoires au sein des services d'incendie municipaux |
|       | Médaille d'ancienneté de la police Hæderstegn for God Tjeneste i Politiet | Ht.P                            | 18 juin 1959                                                 | Décerné pour 25 années de service méritoire dans la police danoise |
|       | Insigne d'honneur de l'Association des officiers de réserve du Danemark Reserveofficersforeningen i Danmarks Hæderstegn | R.O.Ht.                         | 27 avril 1950                                                | Décerné par l'Association danoise des officiers de réserve à tous ceux qui, selon eux, ont besoin d'honneurs. Normalement décerné seulement en 2-3 spécimens par an |
|       | Médaille d'honneur de la Chambre de l'artisanat danois Håndværksrådets Hæderstegn | H.Ht.                           | 19 février 1965 6 mars 1965                                  | Décerné en argent pour 10 ans à un poste de direction dans un syndicat d'artisanat ou similaire. Or décerné après 25 ans. |
|       | Insigne d'honneur de la Société danoise d'athlétisme militaire Dansk Militært Idrætsforbunds Hæderstegn | D.M.If.Ht.                      | 23 novembre 1968 5 Septembre 1967                            | Décerné aux personnes qui ont déployé des efforts particuliers pour promouvoir l'athlétisme volontaire au sein de l'armée danoise. |
|       | Insigne d'honneur de la Croix-Rouge danoise Dansk Røde Kors Hæderstegn | D.r.K.Ht.                       | 19 Février 1916                                              | Décerné pour un service spécial et normalement prolongé rendu à la Croix-Rouge danoise. Pour recevoir l'insigne d'honneur, il faut déjà posséder l'insigne du mérite de 1re classe. |
|       | Médaille du mérite de la Croix-Rouge danoise Dansk Røde Kors Fortjensttegn | D.r.K.Ft. D.r.K.Ft.I.           | 28 mars 1963                                                 | Décerné aux personnes occupant des postes de direction bénévoles au sein de la Croix-Rouge. 2e classe généralement décernée après 4 à 6 ans en tant que membre du conseil central, 8 à 10 ans en tant que chef de section ou égal, ou après 12 à 15 ans en tant que membre d'un conseil local ou égal. 1re classe généralement décernée après 6 à 10 ans de travail, après avoir reçu la médaille de 2e classe. |
|       | Médaille du Prix de la paix des Bérets bleus danois De Blå Baretters Fredsprismedalje | F.P.M                           | 1995                                                         | Médaille commémorative célébrant l'attribution du prix Nobel de la paix aux forces de l'ONU. Peut être décerné à tous les vétérans des opérations internationales de l’ONU. Le personnel déployé auprès de l'ONU avant 1988 (Prix Noble de la Paix) peut attacher une branche de laurier en argent au ruban de la médaille.                                                                                     |

### Médailles commémoratives
| Ruban | Nom (Français/Danois) | Abréviation post-nominale | Date de lancement Date d'approbation | Critères d’attribution |
|       | Médaille commémorative pour le mariage doré du roi Chistian IX et de la Reine Louise Erindringstegnet i anledning af Kong Christian IX og Dronning Louises Guldbryllup                                                                           | Gb.E.T.                   | 26 mai 1892                          | Décerné à ceux liés à la Cour Royale le jour du Mariage d'Or; parents, employés et autres. |
|       | Médaille commémorative du roi Christian IX Kong Christian den Niendes Mindemedalje | C.IX.M.M.                 | 13 février 1906                      | La médaille a été décernée aux gardes qui avaient été en garde quand le roi est mort le 29 janvier 1906. |
|       | Médaille commémorative du roi Frédéric VIII Kong Frederik den Ottendes Mindemedalje | Fr.VIII.M.M.              | 10 juillet 1912                      | Accordé au personnel militaire qui a aidé au transport des restes du Roi et qui est resté vigilant dans les obsèques du Roi. |
|       | Médaille commémorative militaire du roi Christian XKong Christian den Tiendes Militære Erindringsmedaille |                           | 5 mai 1914                           | Le roi Christian X (alors Prince) était la première personne réelle à recevoir une formation militaire de base avec une équipe normale de conscrits. Le prince lui-même était allé au roi (son grand-père, Cristiano IX), et lui demanda de se soumettre à un entraînement militaire normal sans tenir compte de ses antécédents réels. Au 25e anniversaire de son entrée dans l'armée, il a célébré une célébration et cette médaille a été donnée à tous ses anciens camarades de l'armée. |
|       | Médaille commémorative des gardes royaux Hestgardens Erindringsmedalje |                           | 31 mai 1916                          | Accordé à un total de 51 personnes pour le 50e anniversaire de l'abrogation des gardes montés. |
|       | Médaille commémorative du roi Christian X de l'Académie des sous-lieutenants, sergents et caporaux de cavalerie Christian den Niendes Erindringsmedaille fra Rytteriets Sekondløjtnant-, Sergent-, og Korporalskole                              |                           | 4 novembre 1926                      | Lauréat du 25e anniversaire de l'inscription du Roi à l'école, 38 des anciens camarades de classe des Rois, dans un parti privé célébré par le Roi. |
|       | Médaille Commémorative du 25ème Anniversaire de l'Inscription du Roi Christian X à l'Académie Militaire Kong Christian den Tiendes Erindringstegn fra Officersskolen                                                                             |                           | 20 mars 1916                         | Décerné aux camarades militaires du roi Christian lors du 25e anniversaire de l'inscription de l'Académie des officiers militaires. |
|       | Médaille du 100e anniversaire de la naissance du roi Christian IX IXMindemedaillen i Anledning af Centdeårsdagen pour Kong Christian den Niendes Fødsel                                                                                          |                           | 11 mars 1918                         | Accordé aux membres de la maison royale et aux serviteurs personnels du roi Christian IX. Attribué à 43 membres de la famille royale et 172 serveurs. |
|       | Médaille du 50e anniversaire de l'admission du Roi Christian X à l'Académie Militaire Kong Christian den Tiendes Erindringsmedaille til Minde om 50-års dagen for Hans Majestæts Afgang fra Officersskolen                                       |                           | 20 mars 1941                         | Décerné aux camarades militaires du roi Christian lors du 50e anniversaire de l'inscription de l'Académie des officiers militaires. |
|       | Médaille du 100e anniversaire de la naissance du roi Frédéric VIII Mindemedaillen i Anledning af Hundredeårsdagen for Kong Frederik den Ottendes Fødsel                                                                                          | M.M.3.juni 1843-1943      | 29 avril 1943                        | Accordé aux membres de la maison royale et aux serviteurs personnels du roi Frederik VIII. Attribué à 23 membres de la famille royale et 79 serveurs. |
|       | Médaille commémorative du roi Christian X Kong Christian den Tiendes Mindemedaille |                           | 26 septembre 1947                    | Accordé au personnel militaire qui a aidé au transport des restes du Roi et qui est resté vigilant dans les obsèques du Roi, et aux Royal Guardsmen qui ont gardé la vigilance lorsque le Roi est mort. |
|       | Médaille du 100e anniversaire de la naissance du roi Christian X Mindemedaillen i Anledning af Hundredeårsdagen for Kong Christian den Tiendes Fødsel                                                                                            | M.M.26.sept. 1870-1970    | 9 septembre 1970                     | Accordé uniquement aux 12 parents les plus proches du Roi décédé. |
|       | Médaille commémorative du roi Frédéric IX Kong Frederik den Niendes Mindemedaille | Fr.IX.M.M.                | 30 juin 1972                         | Il a été accordé au personnel militaire qui a aidé au transport des restes du Roi et qui est resté vigilant dans les obsèques du Roi, et aux Royal Guardsmen qui ont gardé la vigilance quand le Roi est mort, et quelques autres avec des mérites spéciaux pour le Roi. |
|       | Médaille commémorative du 50e anniversaire de l'arrivée de la reine Ingrid au Danemark Erindringsmedaillen i Anledning af 50-års-dagen pour Hendes Majestæt Dronning Ingrids Ankomst til Danmark                                                 | Dr.I.E.M.                 | 15 mai 1985                          | Accordé à 15 membres de la Casa Real et 35 employés du Tribunal de la Reine. |
|       | Médaille commémorative à l'occasion du 50e anniversaire de Sa Majesté la reine Margrethe Erindringsmedalje i Anledningen af Hendes Majestæt Dronningens 50-års Fødselsdag                                                                        | EM.16.                    | 6 avril 1990                         | Accordé à des personnes extérieures au Tribunal royal qui avaient fourni des services spéciaux à la Reine. |
|       | Médaille commémorative à l'occasion des noces d'argent de Sa Majesté la Reine et de Son Altesse Royale le Prince Consort Erindringsmedaljen i anledning af Hendes Majestæt Dronning Margrethe og Hans Kongelige Højhed Prins Henriks sølvbryllup | S.E.m.                    | 10 juin 1992                         | Décerné à ceux liés à la Cour royale à l'anniversaire du mariage d'argent de la Reine et du Prince Consort; parents, employés et autres. |
|       | Médaille commémorative pour le jubilé d'argent de la reine Margarethe du Danemark Erindringsmedaljen i anledning af H.M. Dronning Margrethes II´s 25-års regeringsjubilæum                                                                       | R.E.m.                    | 14 janvier 1997                      | Décerné à ceux liés à la Cour royale sur le Jubilé d'Argent de la Reine Margarethe; parents, employés et autres. |
|       | Médaille du 100e anniversaire de la naissance du roi Frédéric IX Mindemedaillen i Anledning af Hundredeårsdagen for Kong Frederik den Niendes Fødsel                                                                                             | M.M.11.marts1899-1999     | 8 mars 1999                          | Accordé aux membres de la maison royale et aux serviteurs personnels du roi Frederik IX. Attribué à 21 membres de la famille royale et 110 serveurs. |
|       | Médaille commémorative de la reine IngridDronning Ingrids Mindemedalje | Dr. I.M.M.                | 28 mars 2001                         | Accordé à des parents proches de la reine Ingrid, des serviteurs avec des liens spéciaux avec la reine, et à des personnes qui ont aidé à l'enterrement. 375 médailles au total. |
|       | Médaille du 75e anniversaire du prince Henrik Medaljen for Prins Henriks 75-års Fødselsdag | Em.11.juni.2009           | 11 juin 2009                         | Décerné à ceux liés à la Cour royale le 75e anniversaire du prince Henrik; parents, employés et autres. |
|       | Médaille commémorative à l'occasion du 70e anniversaire de Sa Majesté la reine Margrethe Erindringsmedalje i Anledningen af Hendes Majestæt Dronningens 70-års Fødselsdag                                                                        | EM.16.AP.2010             | 16 avril 2010                        | Décerné à ceux liés à la Cour royale lors du 70e anniversaire de la reine Margrethe; parents, employés et autres. |
|       | Médaille commémorative pour le jubilé de rubis de la reine Margarethe du Danemark Erindringsmedaille i anledning af Hendes Majestæt Dronningens 40 års regeringsjubilæum                                                                         | R.40.Em.                  | 14 janvier 2012                      | Décerné à ceux liés à la Cour royale sur le Jubilé Rubis de la Reine Margarethe; parents, employés et autres. |
|       | Médaille commémorative à l'occasion du 75e anniversaire de Sa Majesté la reine Margrethe MargretheErindringsmedalje i Anledningen af Hendes Majestæt Dronningens 75-års Fødselsdag                                                               | EM.16.                    | 16 avril 2015                        | Décerné à ceux liés à la Cour royale sur le 75e anniversaire de la reine Margrethe; parents, employés et autres. |
|       | Médaille commémorative pour les noces d'or de Sa Majesté la Reine Margrethe et de Son Altesse Royale le Prince Henrik Erindringsmedaillen i anledning af Hendes Majestæt Dronning Margrethes og Hans Kongelige Højhed Prins Henriks guldbryllup  | G.Em.                     | 10 juin 2017                         | Décerné à ceux liés à la Cour Royale le jour du Mariage d'Or; parents et employés. |
|       | Médaille commémorative du prince Henrik Prins Henriks Mindemedaille | Pr.H.Mm.                  | 11 juin 2018                         | Attribué au service en relation avec la mort et les funérailles du prince Henrik. |
|       | Médaille commémorative à l'occasion du 80e anniversaire de Sa Majesté la reine Margrethe Erindringsmedalje i Anledningen af Hendes Majestæt Dronningens 80-års Fødselsdag                                                                        | EM.16.                    | 16 avril 2020                        | Décerné à ceux liés à la Cour royale sur le 80e anniversaire de la reine Margrethe; parents, employés et autres. |
|       | Médaille commémorative en lien avec le 50e anniversaire de l’accession au trône de Sa Majesté la Reine Erindringsmedaillen i anledning af Hendes Majestæt Dronningens 50-års regeringsjubilæum                                                   | R.50.Em.                  | 14 janvier 2022                      | Décerné à ceux liés à la Cour royale sur le Jubilé d'Or de la Reine Margarethe; parents, employés et autres. |

## Historique

### Commandant historiques
- Ordre du Bras Armé 1616
- Ordre de l'Union Parfaite 1732 – 1770
- Ordre de Mathilde 1771 – 1772
- Ordre de Christian VII 1774 – 1800

### Médailles historiques
- Médaille de la Liberté du roi Christian X (1946)
- Médaille commémorative du 350e anniversaire des Royal Life Guards (2008)
- Médaille commémorative du 400e anniversaire du Guard Hussar Regiment (2014)

## Voir également
- Liste des distinctions honorifiques du Danemark décernées aux chefs d'État et de royauté (anglais)